# Volksgarten (Leipzig)
Der Volksgarten (auch Volksgarten Sellerhausen) ist ein städtischer Park im Nordosten Leipzigs. Er steht unter Denkmalschutz.

## Lage
Der Volksgarten liegt auf der nordwestlichen Seite der Torgauer Straße, nördlich der Eisenbahnbrücke der 2012 stillgelegten Bahnstrecke Leipzig Hbf–Leipzig-Connewitz. Er wird im Süden durch das Bahngelände und im Westen und Nordwesten durch die Anlage des Kleingartenvereins Nordostvorstadt begrenzt. Im Nordosten schließt ihn die für den Durchgangsverkehr gesperrte Volksgartenstraße ab. Zugänge zum Park gibt es in der Torgauer und der Volksgartenstraße.
Das Gelände gehört zum überwiegenden Teil zur Gemarkung Sellerhausen, weshalb auch der Name Volksgarten Sellerhausen im Gebrauch ist. Mit der kommunalen Gliederung der Stadt von 1992 kam der Volksgarten zum Ortsteil Schönefeld-Ost.

## Geschichte
Im Jahr 1893 erwarb die Stadt Leipzig ein etwa zwei Hektar großes Gelände einer ehemaligen Sandgrube an der Torgauer Straße. Der Leipziger Ratsgärtner Otto Wittenberg (1834–1918) schlug im gleichen Jahr vor, das Gelände in eine Parkanlage zu verwandeln, da für die Bewohner der zunehmenden Mietskasernen im Osten der Stadt Grünanlagen als Erholungsgebiete fehlten. Er entwickelte die Pläne für einen kleineren Park, als er heute existiert, und in die auch der Apelstein Nr. 41 von 1863 einbezogen wurde. 1895 war der Volksgarten fertig und wurde zu Pfingsten eröffnet.
Eine vom Hausbesitzerverein der östlichen Stadtteile 1899 geforderte Erweiterung des Parks nach Westen lehnte Wittenberg ab. Stattdessen wurde 1907 unter seinem Nachfolger Carl Hampel (1849–1930) der Park nach Osten bis an die Volksgartenstraße vergrößert. Nochmaligen Bedeutungszuwachs erhielt der Park in den 1970er Jahren durch den Bau des Neubaukomplexes Schönefeld, worauf eine kleine Erweiterung entlang der Volksgartenstraße nach Norden erfolgte.

## Beschreibung

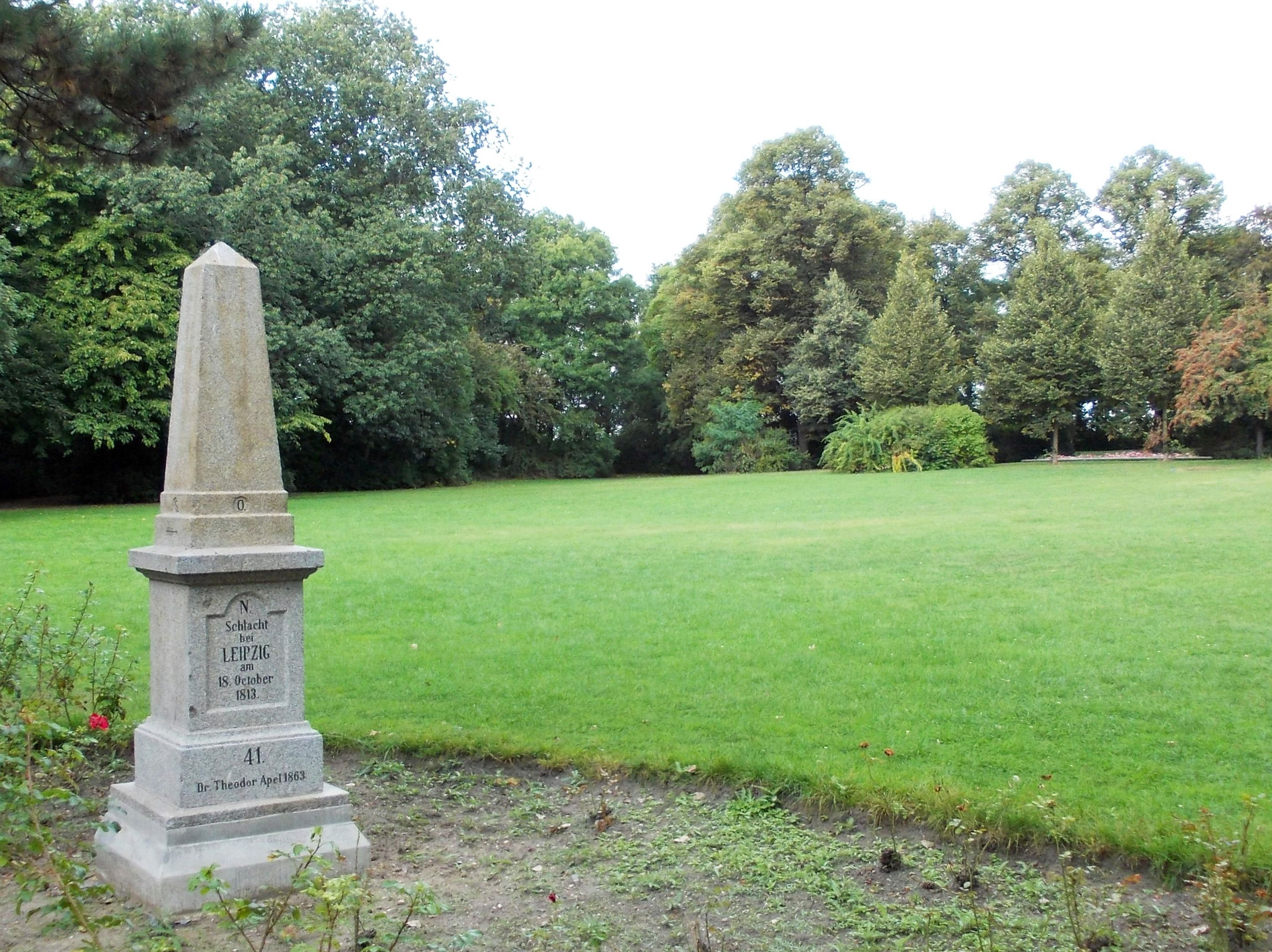
Apelstein und Wiese
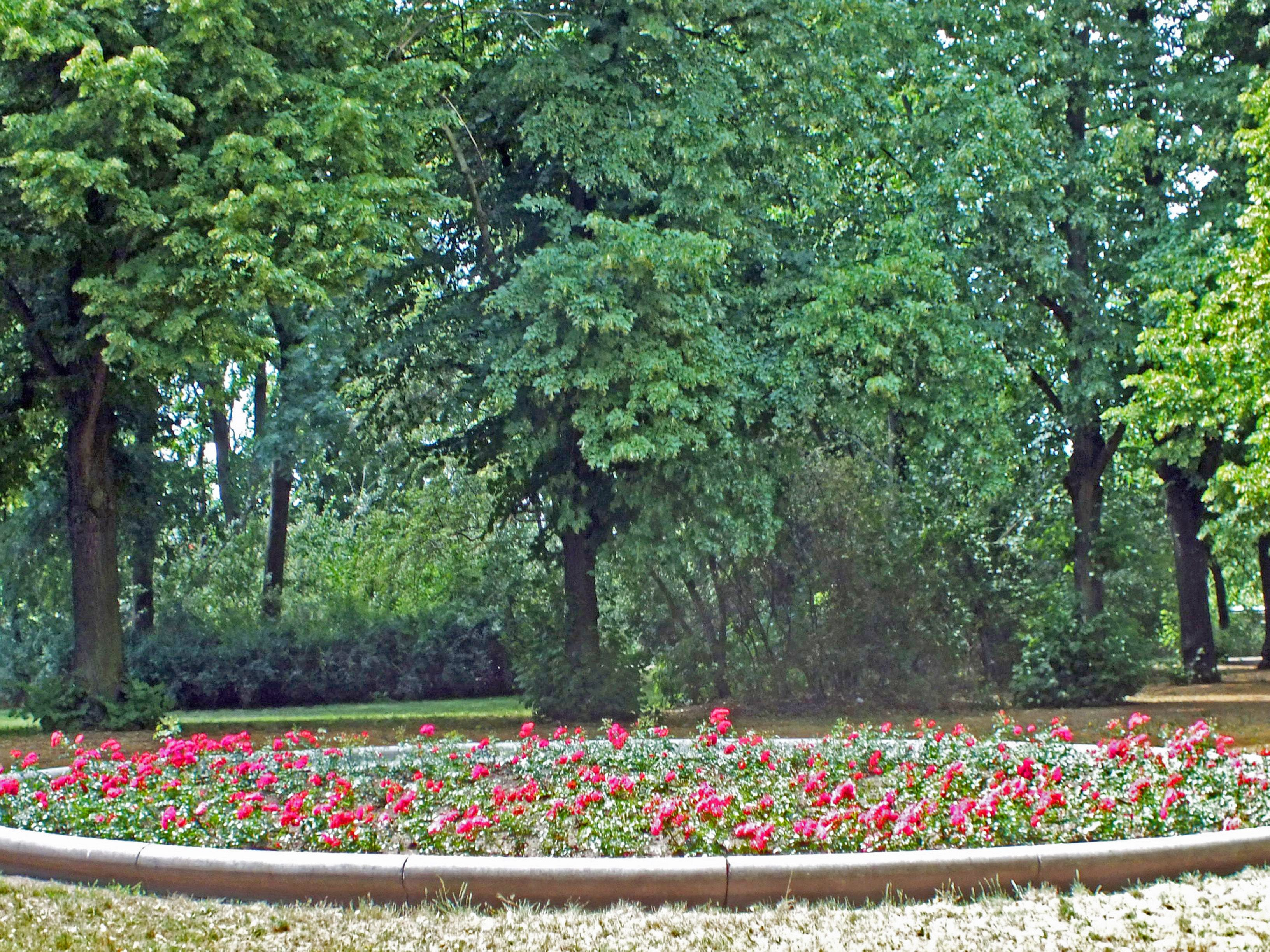
Rosenrondell
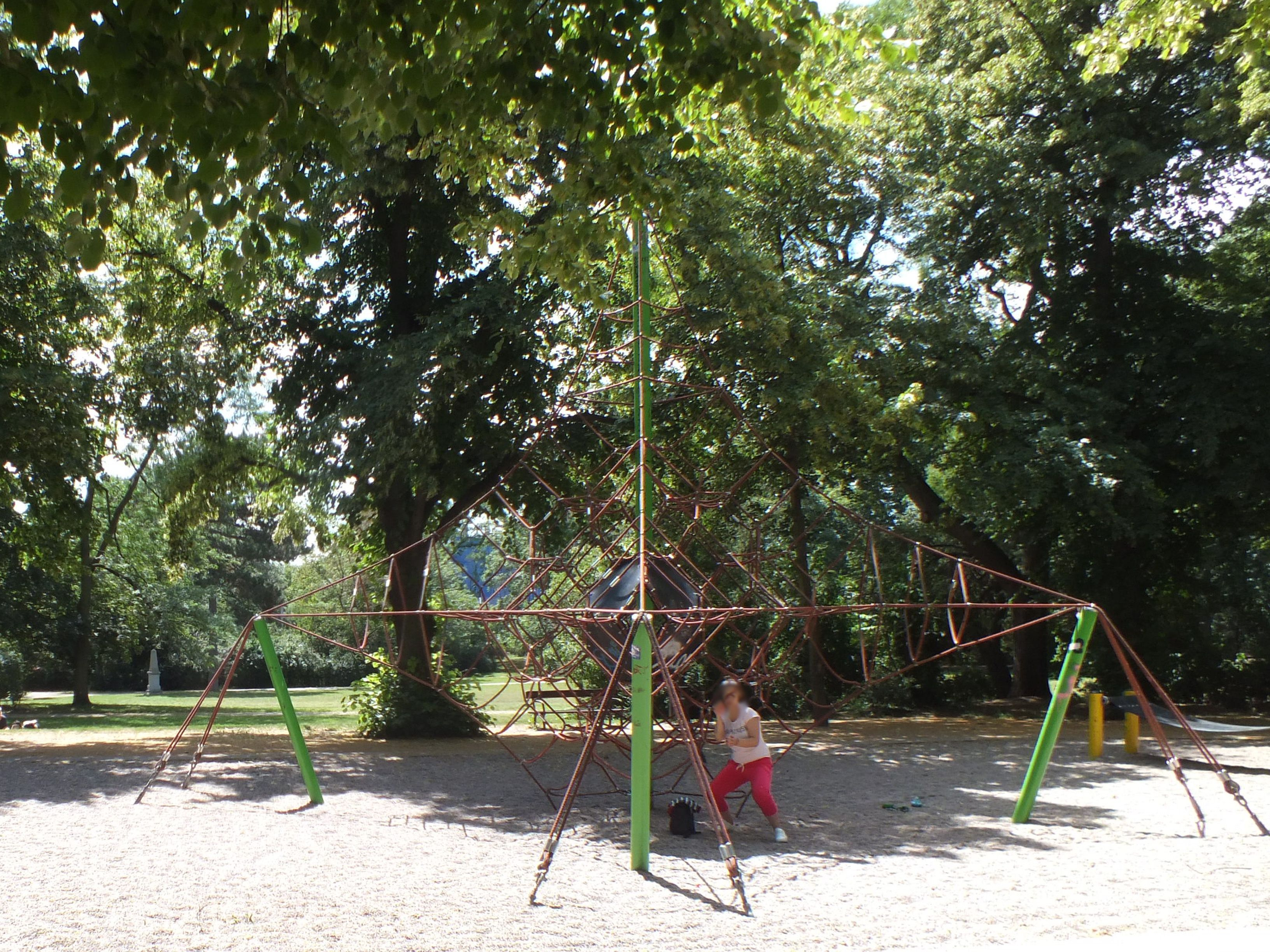
Spielplatz

Betritt man den Park von der Torgauer Straße, stößt man zunächst auf den Apelstein Nr. 41, der die Stellung des von Marschall Michel Ney (1769–1815) befehligten linken Flügels der Französischen Armee in der Völkerschlacht bei Leipzig am 18. Oktober 1813 markiert. Dahinter breitet sich ansteigend eine große Wiese aus, die als Freilaufstandort für Hunde ausgewiesen ist.
Auf der Höhe befinden sich von Bäumen umstanden ein Rosenrondell und ein Kinderspielplatz. Das Rosenrondell ist in einem Bassin von etwa zehn Meter Durchmesser angelegt, das früher mit Wasser gefüllt war und einen Springbrunnen enthielt. Das zentrale Spielgerät auf dem Kinderspielplatz ist ein Raumkletternetz. Den Park durchziehen geschwungene Wege mit einigen Ruhebänken. Der Baumbestand, vor allem Linden, Eichen, Kastanien und Weißdorn stammt aus fast allen Jahrzehnten des vorigen Jahrhunderts. Dichte Buschpflanzungen schirmen den Park von der viel befahrenen Torgauer Straße ab.